# کفال لب‌جعبه‌ای
کفال لب‌جعبه‌ای (نام علمی: Oedalechilus labeo) نام یک گونه از سرده پندیده‌لب‌ها است.